# Razbojnik Mataj
Umetna pravljica o tolovaju Mataju je bila pod imenom Peklenski boter prvič zapisana leta 1852 v Kranjski čbelici. Fran Milčinski je zgodbi dodal nekaj prizorov, jo jezikovno in oblikovno obogatil ter dal glavnemu junaku novo ime. Objavil jo je leta 1917 v knjigi Tolovaj Mataj in druge slovenske pravljice.

## Vsebina
Fabulativno strukturo pravljice o tolovaju Mataju lahko grobo zamejimo v dve pripovedni liniji; na eni strani imamo pripoved o kmetu Jernaču, ki v stiski zelenemu vragu proda lastnega sina, za katerega sploh ne ve, da ga ima, saj se ta rodi med njegovo odsotnostjo; kasneje sin odraste in oče mu pod prisilo izda, kakšna usoda ga čaka, zato se sin odpravi v svet, da bi našel pekel in dobil nazaj to ˝hudičevo pogodbo˝. Na drugi strani imamo pripoved o tolovaju Mataju, razbojniku, ki ima na svoji strehi devetindevetdeset glav ljudi, ki jih je ubil. Ti dve pripovedni liniji se strukturno srečata nekje na sredini in potem do konca tečeta vzporedno. Pravzaprav bi lahko trdili, da se fabulativno gledano glavni osebi srečata čisto po naključju, ko ˝prodani sin˝ nehote zaide v razbojnikovo hišo in prepriča razbojnika, naj ga ne ubije, saj je njegova duša že prodana v pekel. Mataj se ga usmili in ga prenoči za tisto noč, pred odhodom pa mu naroči, naj v peklu preveri, kakšna je njegova lastna usoda. Prodani sin prispe do pekla, kjer zahteva nazaj pismo o prodaji, ki mu ga zeleni vrag vrne šele po tem, ko mu sam Lucifer zagrozi, da ga bodo vrgli na posteljo, ki je pripravljena za tolovaja Mataja – ta postelja je povprek posejana z britvami, kosami in žeblji ter polita z vrelim žveplom. Sin se s pismom vrne in se po poti ustavi še pri Mataju ter mu pove, kakšna usoda ga čaka v peklu. Mataj se na smrt prestraši ter prosi za nasvet in pokoro; ˝prodani sin˝ mu naloži, naj svoj kij zarije v zemljo in poklekne ter moli in če bo kij zrasel v drevo in ozelenel, se bo lahko pokoril. 
Zgodba se nato časovno prekine za celih devet let; mimogrede naj povemo, da številka devet ni naključna, saj je devet eno od pogostih pravljičnih števil mnogih klasičnih pravljic. Po tem času ˝prodani sin˝ znova pride na ta konec sveta in zagleda jablano, ki je zrasla iz Matajevega kija – ta je torej pripravljen na pokoro in za vsak priznani greh pade eno jabolko z drevesa. Ko Mataj na koncu prizna umor svoje matere, je pokora dovršena in bela ptica, duša Matajeve matere, ponese dušo svojega spokorjenega sina v nebesa.

## Liki
Navidez imamo opraviti z dvema glavnima knjižnima osebama oziroma dvema junakoma, ki sta nosilca vsak svoje pripovedne linije. Pri tem se navidez pojavi težava pri določitvi glavnega junaka pravljice. Na tem mestu moramo biti pozorni na nekaj glavnih indikatorjev, po katerih določimo tega junaka. Na prvem mestu je tukaj naslov pravljice, torej Tolovaj Mataj, kar nam da slutiti, kdo je pravzaprav glavna oseba zgodbe. In če pogledamo nekoliko globlje, je Mataj pravzaprav edini pravi glavni junak oziroma anti-junak zgodbe. Tematska podlaga pravljice o tolovaju Mataju je pravzaprav nadvse biblična, saj si za svoje ogrodje jemlje temo greha in pokore. Prav tako je Mataj edini zares problematični junak, s tem pa tudi motor celotne zgodbe, ki jo potiska naprej proti koncu. ˝Prodani sin˝ je pravzaprav v celoti neproblematična figura, njegova akcija pa je celoti odvisna od situacije, v kateri se je znašel. Če pogledamo drugače, njegova zgodba se pravzaprav dopolni, ko dobi nazaj pismo – nadaljevanje je le še zgodba o Mataju in njegovi pokori. Mataj je pod površjem klasične strukture pravljice, kot jo poznamo ne samo iz svetovnega pravljičnega gradiva, temveč tudi iz mnogih bibličnih zgodb, na katere pravljica o tolovaju Mataju vsaj posredno tematsko aludira, torej čisto moderni romaneskni oziroma zgodbovni junak, ki sam zavestno poganja svojo lastno akcijo do njene dopolnitve.

## Analiza pravljice
Književni čas in prostor sta pravzaprav težko določljiva; časovno bi lahko zgodbo približno zamejili na nekaj desetletij, če vemo, da se začne z rojstvom ˝prodanega sina˝ in konča, ko je ta že odrasel pa tudi Matajevo kesanje traja devet let, kot je natančno določeno v zgodbi. Prav tako bi zelo težko zamejili kraj dogajanja, kar pa je pravzaprav značilno za strukturo večine klasičnih pravljic – lahko bi torej rekli: nekje na zemlji in malo v peklu. Grobo bi lahko zamejili dve liniji gibanja; eno je horizontalno gibanje oziroma potovanje ˝prodanega sina˝ po svetu, druga pa je njegova vertikalna pot navzdol, proti peklu, če biblično predvidevamo, da je pekel nekje spodaj. Druga vertikala se pojavi čisto na koncu pravljice, tokrat navzgor, proti nebesom, kamor potuje Matajeva duša.

## Motivno-tematske povezave
Tematika pravljice o tolovaju Mataju je nadvse biblična, saj je osrediščena v glavni temi greha in pokore. Seveda pa to ni edina tema pravljice; tu bi lahko omenili vsaj še temo iskanja pravice, s tem pa simbolično tudi iskanje izgubljene polovice samega sebe, torej lastne duše, ki se odvija skozi usodo ˝prodanega sina˝ oziroma kasneje mašnika – podobno temo iskanja lahko zasledimo tudi pri Mataju, seveda v nekoliko drugačnih konotacijah odrešitve. 
Bolj kot tematske pojavnosti, je pomenljiv začetni motiv, ki se pojavi v tej pravljici, njegov antipod pa bi lahko našli v nekaterih drugih delih klasičnih avtorjev. Govorimo o prodaji duše, oziroma o t. i. ˝faustovski pogodbi˝, ki so jo na svoj način priredili mnogi pisci. Omenim naj dva: ta motiv je uporabil Goethe v svojem Faustu, še pred njim pa renesančni dramski pisec Christopher Marlow v svoji drami Tragedija o doktorju Faustu. Motiv je torej podoben, seveda pa ga Milčinski uporabi nekoliko drugače. V delih omenjenih avtorjev junak sam proda svojo dušo in je torej sam nosilec svoje usode, ˝prodani sin˝ pa na svojo usodo vsaj v začetku nima vpliva. Posledično torej prodani sin tako ne more biti glavni junak, saj sam ne žene samega razvoja zgodbe, vsaj ne v taki meri, da bi lahko bil glavni junak zgodbe. Pri tem je potrebno omeniti še to, da noben od zgoraj omenjenih piscev ni avtor tega motiva ˝faustovske pogodbe˝, temveč sta jo priredila iz zakladnice pisnega in ustnega izročila, na katerega se je v veliki meri naslanjal tudi Milčinski.

## Interpretacija dela
Naj na koncu omenim še nekatere funcije likov v pravljici, kot jih razvrsti Vladimir J. Propp v svojem delu Morfologija pravljice. V poglavju Funkcije likov govori Propp o 31 možnih ˝postajah˝, ki so povezane z dejavnostjo oziroma akcijo literarne osebe, vendar je potrebno omeniti, da vseh 31 postaj nikakor ne moremo najti v vsaki pravljici; za našo jih pride v poštev le nekaj, pa še te se nanašajo bolj na stranskega junaka, torej ˝prodanega sina˝, kot pa na glavno osebo zgodbe, tolovaja Mataja. In če lahko pri mašnikovi zgodbi uporabimo nekatere od teh ˝postaj˝, ki jih omenja Propp, se pri analizi Matajeve akcije pojavi problem že na začetku, saj tolovaj nastopi šele v drugi polovici zgodbe, o njegovi preteklosti pa izvemo sorazmerno malo. Mataj je, vsaj z gledišča premikov, statični junak. Njegova akcija je notranja, torej intenzivno kesanje in želja po pokori. Izmed vse Proppovih ˝postaj˝ funkcije likov bi torej lahko uporabili le nekatere – junaku, torej Mataju, je naložena težka naloga, tj. intenzivno in dolgo kesanje in priznanje vseh grehov. Prav tako junak uspešno reši zadano nalogo, kar posledično privede do njegove preobrazbe, kar Propp imenuje ˝junakova nova podoba˝. Njegova nova podoba je čista duša, ki jo duša njegove mrtve matere odnese v nebesa – ta podoba je simbolična, hkrati pa predstavlja samo bistvo njegove poti, ki je večna odrešitev.

## Izdaje
- Fran Milčinski, Tolovaj Mataj in druge slovenske pravljice, 1917
- Fran Milčinski, Tolovaj Mataj, MK, Lj, 1965
- Fran Milčinski, Tolovaj Mataj, MK, Lj, 1972
- Fran Milčinski, Tolovaj Mataj, MK, Lj, 1978
- Fran Milčinski, Tolovaj Mataj in druge zgodbe, MK, Lj, 1982
- Fran Milčinski, Tolovaj Mataj, MK, Lj, 1983
- Fran Milčinski, Tolovaj Mataj,založba Karantanija, LJ, 1997
- Fran Milčinski, Pravljice, založba Karantanija, Lj, 2005